# Prudnyj (rejon sosnowski)
Prudnyj (ros. Прудный) – osiedle w Rosji, w obwodzie czelabińskim, w rejonie sosnowskim. W 2010 liczyło 376 mieszkańców.